# طوطیان سبز
طوطیان سبز (نام علمی: Psittaculidae) نام یک تیره از بالاخانواده طوطی‌واران است.